# 방광초등학교
방광초등학교는 대한민국 전라남도 구례군 광의면 매천로 244 (수월리)에 있었던 공립 초등학교이다.

## 연혁
- 1946년 10월 15일 방광공립국민학교 개교
- 1950년 4월 1일 방광국민학교 개칭
- 1981년 3월 5일 병설유치원 개원
- 1996년 3월 1일 방광초등학교로 개칭
- 1999년 9월 1일 폐교

## 같이 보기
- 구례 구 방광국민학교 교사